# Gian Paolo Dallara
Gian Paolo Dallara, född den 16 november 1936 i Varano de' Melegari är en italiensk affärsman  och motorsportingenjör. Han är ägare till Dallara Automobili som utvecklar racerbilar.
Efter examen från Politecnico di Milano började Dallara hos Ferrari 1960. Året därpå flyttade han till Maserati. 1963 anställdes han av Ferruccio Lamborghini som chefskonstruktör för den nystartade sportbilstillverkaren Lamborghini. 1969 gick han vidare för att konstruera racerbilar hos Frank Williams och hans team Frank Williams Racing Cars.
1972 grundade Dallara sitt eget företag Dallara Automobili i Parma. Företaget konstruerar och bygger racerbilar åt olika fristående motorsportteam.